# Beck Weathers
Beck Weathers (ur. 16 grudnia 1946) – amerykański patolog z Dallas, który przeżył katastrofę na Mount Everest w 1996 roku.

## Katastrofa na Mount Everest w 1996 roku
10 maja 1996 roku dwie komercyjne grupy wyruszyły, aby zdobyć szczyt Mount Everest. W jednej z grup znajdował się Beck Weathers, który był 49-letnim patologiem z Teksasu. Przywódcą grupy był Rob Hall. Weathers od wielu lat chodził po górach, ale nigdy nie zdobył szczytu mającego ponad 8 tys. m n.p.m. Amerykański lekarz na wysokości ponad 8 tys. metrów zaczął tracić wzrok. Było to spowodowane niskim ciśnieniem, które odwróciło skutki wcześniejszej operacji rogówki. Weathers skontaktował się z przywódcą swojej grupy. Hall nakazał pozostać mężczyźnie na wysokości, na której się znajduje. Przewodnik po zdobyciu szczytu miał wrócić do mężczyzny i pomóc zejść mu z góry. Szerpowie i przewodnicy stracili 2 godziny na mocowanie lin ułatwiających wspinaczkę. Na szczycie rozpętała się burza śnieżna, w wyniku której zginął Rob Hall oraz kilka innych osób. Czekającego na pomoc patologa odnalazł przewodnik Mike Groom. Doprowadził on mężczyznę do większej grupy. Po wielu godzinach spędzonych w trudnych warunkach Beck Weathers stracił przytomność. Około północy grupa znalazła obóz, do którego dotarło 4 członków wyprawy. Wezwani ratownicy ruszyli do reszty grupy. Postanowiono przetransportować do obozu osoby, które miały największe szanse na przeżycie. Beck Weathers oraz Japonka Yusuko Namba nie zostali przetransportowani do obozu. 11 maja kolejna ekipa ratunkowa odnajduje Japonkę oraz Amerykanina. Znajdują się oni w bardzo złym stanie. Weathers ma liczne odmrożenia oraz ledwo wyczuwalny puls. Ratownicy nie mogąc przetransportować znalezionych osób, postanowili pozostawić je w miejscu znalezienia. Niedługo później Japonka umiera. Żona lekarza została powiadomiona o śmierci męża. Kobieta przekazała informację dwójce dzieci. Beck Weathers po jakimś czasie odzyskał przytomność. Początkowo myślał, że znajduje się w swoim łóżku. Po uświadomieniu sobie swojej sytuacji Amerykanin postanawia dostać się do obozu. Mężczyzna ruszył w stronę obozu i po 1,5 godziny dotarł na miejsce. Ratownicy początkowo nie rozpoznali mężczyzny, jednak po chwili zaczęli pomagać lekarzowi odcinając zamrożoną odzież. Beck Weathers dostał maskę tlenową oraz ciepłe śpiwory. W nocy schronienie patologa zostało uszkodzone, a ratownicy nie słyszeli jego wołania o pomoc z powodu burzy. Ratownicy nie spodziewali się, że Beck przeżyje noc. Okazało się, że mężczyzna przeżył i nawet może się ruszać. Z pomocą alpinistów dotarł do położonego niżej obozu. Ratownicy chcieli, aby Weathers dostał się do bazowego obozu, jednak przeszkodę stanowił lodospad Khumbu. Żona amerykańskiego doktora dowiedziała się, że Beck żyje i zorganizowała ratunkowy helikopter. Obóz, w którym przebywał Weathers, znajdował się na wysokości ponad 6000 m n.p.m. Przez rozrzedzone powietrze żaden pilot nie chciał wznieść się na taką wysokość. Jednak jeden z nepalskich pilotów Madan Khatri Chhetri postanowił polecieć po mężczyznę. Weathers po dotarciu śmigłowca prosił, aby zabrać najpierw tajwańskiego wspinacza, który jest w jeszcze gorszym stanie. Beck Weathers został uratowany.

## Późniejsze lata
W wyniku wyprawy Beck Weathers stracił prawą dłoń, części obu stóp, palce lewej dłoni oraz nos, który później zrekonstruowano. Mężczyzna dalej pracował jako lekarz. Został również mówcą motywacyjnym. Historia wspinacza została opisana w książce Everest. Na pewną śmierć. Na podstawie wydarzeń z maja 1996 roku powstał film Everest.